# سیارک ۳۹۹۷
سیارک ۳۹۹۷ (به انگلیسی: 3997 Taga، نامگذاری:1988XP1) سه هزار و نهصد و نود و هفتمین سیارک کشف شده‌است که در ۶ دسامبر ۱۹۸۸ کشف شد.
قدر مطلق سیارک برابر ۱۳٫۲۰ است.